# Louis Vuitton

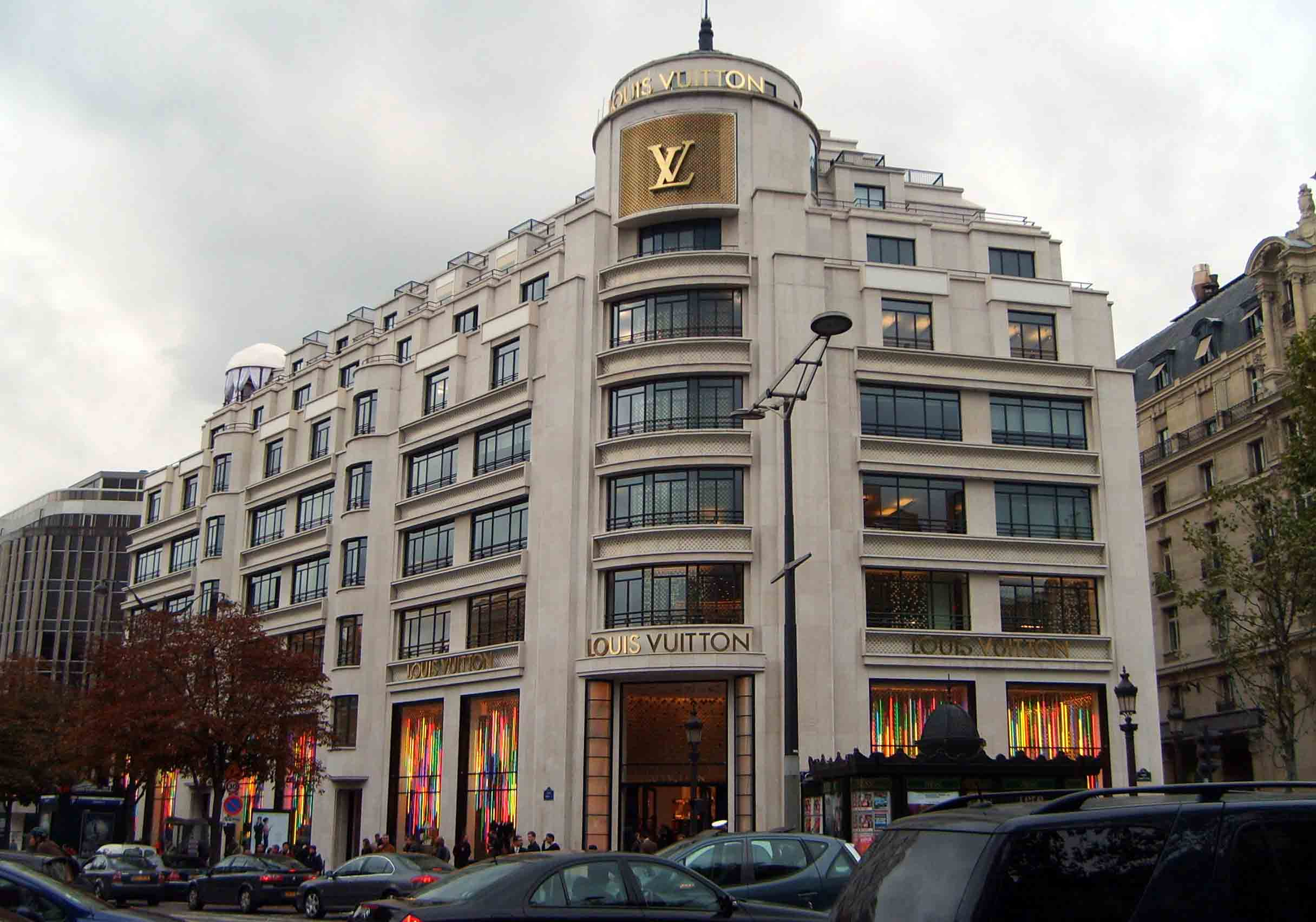
Vorzeigeladen von Louis Vuitton auf der Avenue des Champs-Élysées in Paris

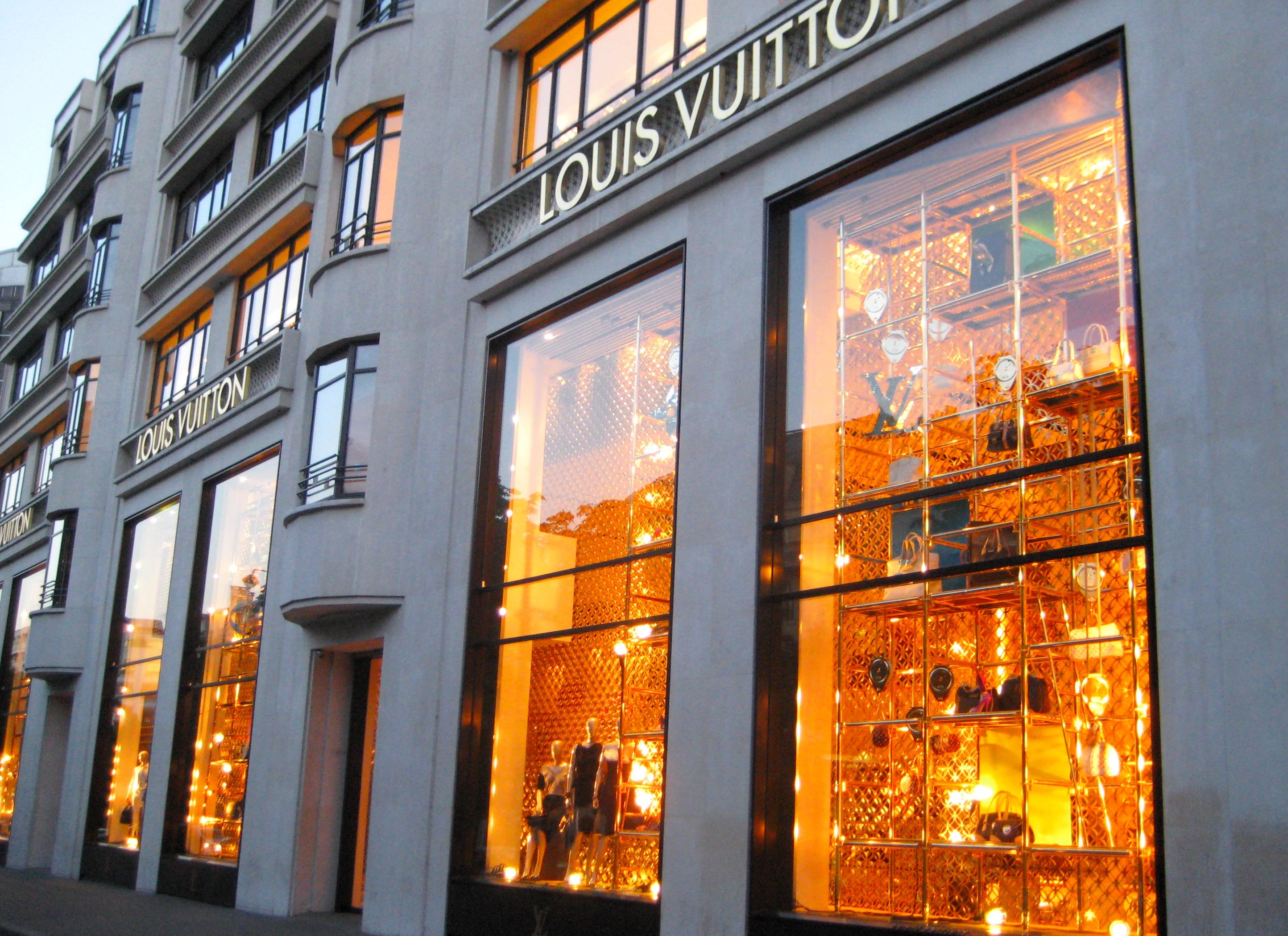
Schaufenster des Vorzeigeladens auf den Champs-Élysées in Paris

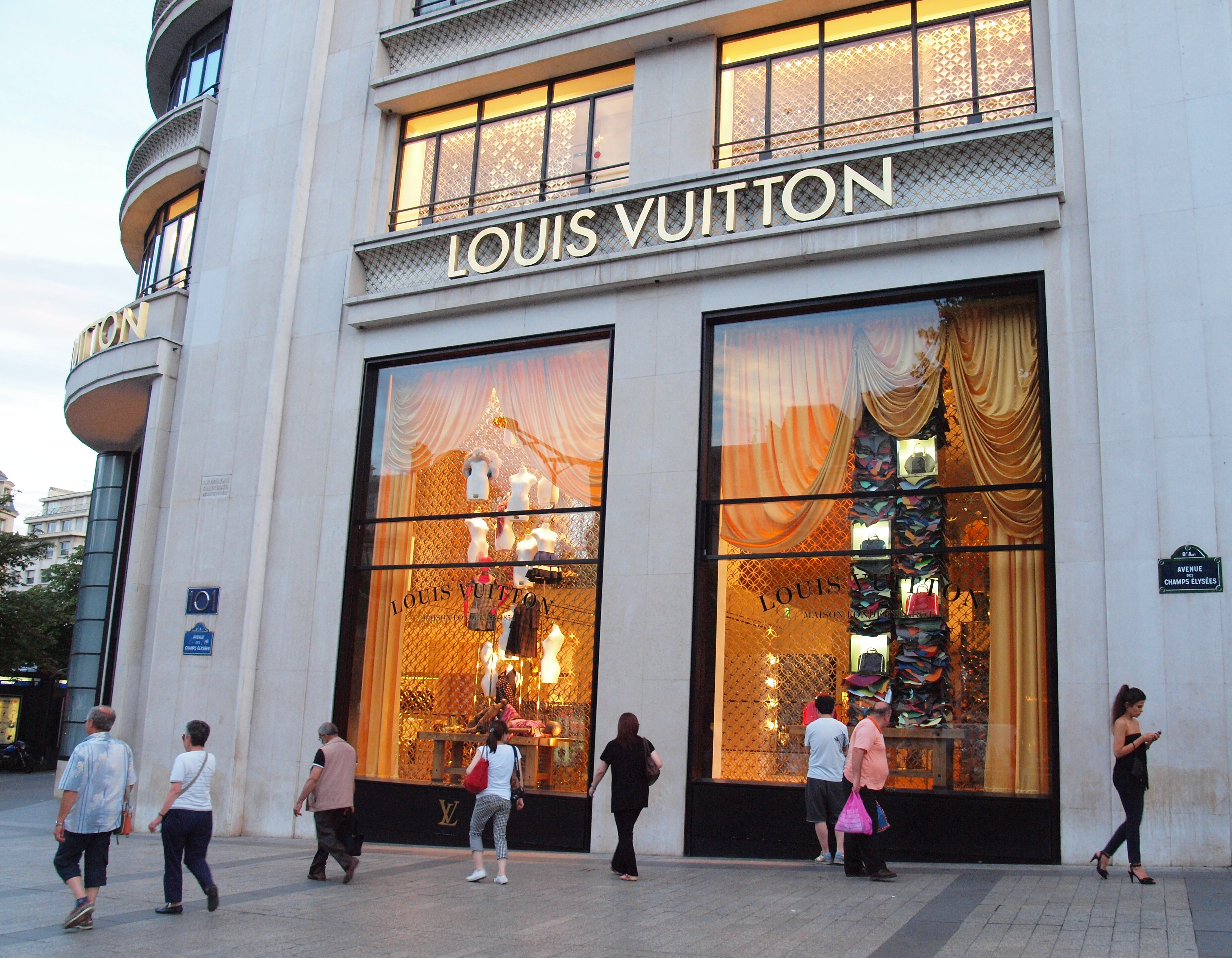
Louis-Vuitton-Boutique in Paris

Die Louis Vuitton Malletier SAS ist ein französisches Luxuswarenunternehmen mit Sitz in Paris, das durch exklusive Koffer und Reisegepäck bekannt wurde. Es wurde 1854 von dem französischen Handwerker und Unternehmer Louis Vuitton (1821–1892) gegründet.
Das Hauptgeschäft des inzwischen weltweit tätigen Unternehmens besteht heutzutage nach wie vor aus hochpreisigen Gepäckserien sowie Lederwaren wie Handtaschen und Accessoires, die international als Statussymbol gelten. Unter dem Markennamen Louis Vuitton werden über ein internationales Netzwerk von eigenen Boutiquen und vereinzelt über den gehobenen Einzelhandel darüber hinaus hochpreisige Bekleidung für Damen und Herren, Schuhe, Schmuck, Uhren und Parfüm angeboten. Viele Louis-Vuitton-Produkte ziert das 1896 eingeführte Monogram-Muster aus den Initialen des Firmengründers, „LV“, das ursprünglich dem Schutz vor Markenpiraterie dienen sollte, über die Jahre aber eine weltweite Fälschungsindustrie hervorgerufen hat. Das Unternehmen Louis Vuitton gehört seit dem Zusammenschluss mit dem Spirituosenhersteller Moët Hennessy 1987 zu dem aus dem Zusammenschluss entstandenen Luxusgüterkonzern LVMH Moët Hennessy – Louis Vuitton S.A., in dem seither weitere Luxusmarken aus verschiedenen Wirtschaftszweigen gebündelt sind.

## Marke im LVMH-Konzern

Louis-Vuitton-Boutique in der Galleria Vittorio Emanuele in Mailand, 2008

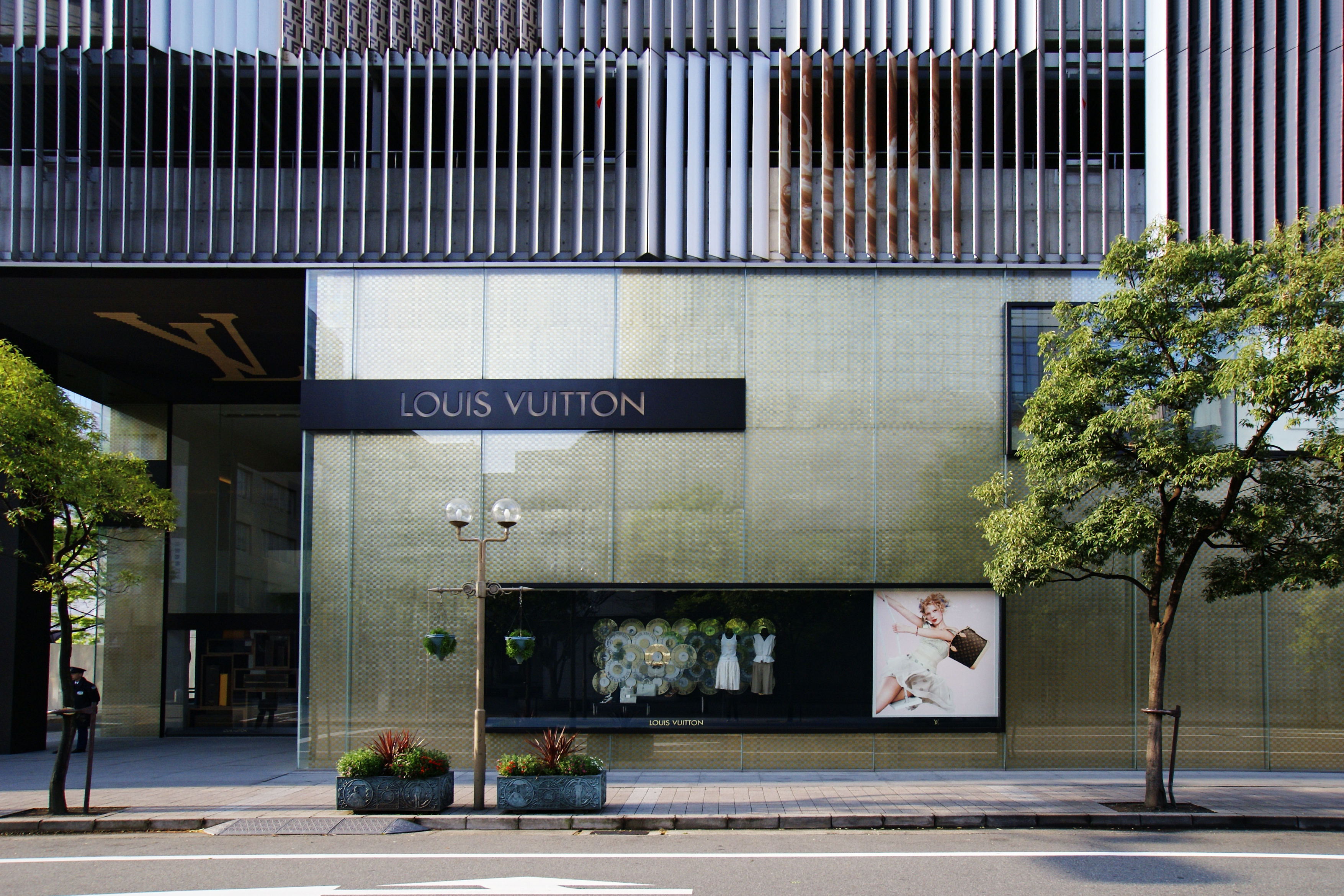
Louis-Vuitton-Boutique in Kōbe (Japan), 2007

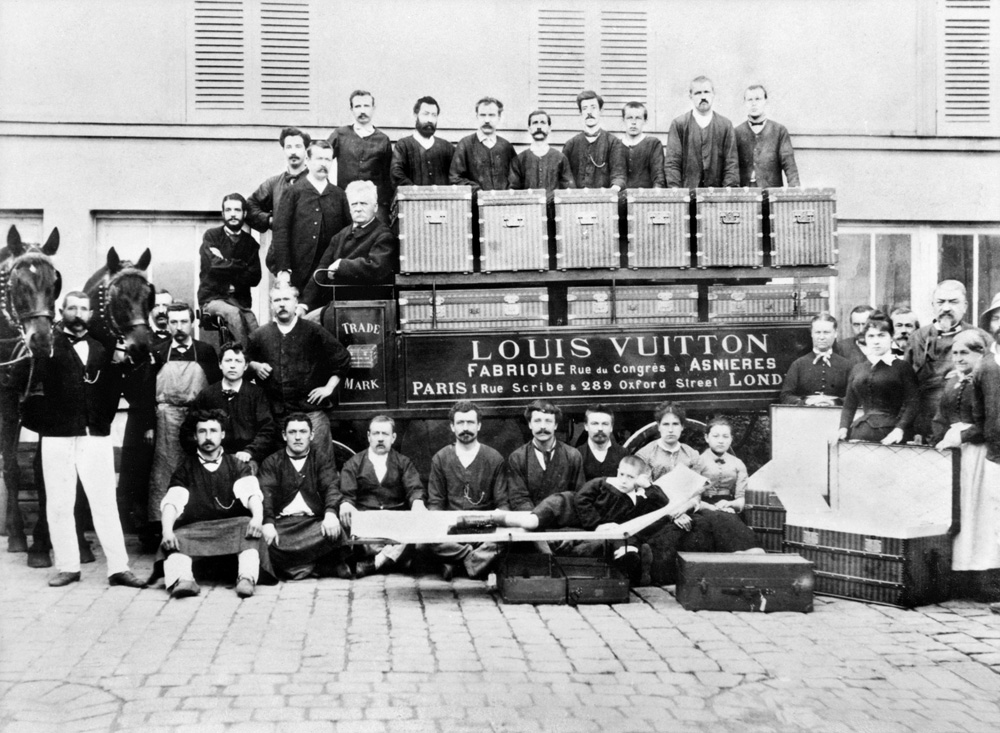
Familie Vuitton mit Belegschaft in Asnières, 1888

Louis Vuitton ist heute eine der Hauptmarken des LVMH-Konzerns und wird gemeinsam mit anderen Marken wie Fendi, Kenzo, Givenchy, Loewe und Marc Jacobs in der Sparte Fashion & Leather Goods (dt. Mode- und Lederwaren) geführt. Die Sparte Mode und Lederwaren betrieb zum Stand 2012 für die einzelnen Marken insgesamt rund 1250 Geschäfte weltweit, wovon über 450 auf die Marke Louis Vuitton entfielen, und erwirtschaftete 2011 einen Gesamtumsatz von 8,712 Milliarden Euro bei einem Gewinn von 3,075 Milliarden Euro. Zu den Umsätzen und Gewinnen der Einzelmarken macht LVMH keine Angaben. Es wird geschätzt, dass die Marke Louis Vuitton etwa 25 Prozent vom Gesamtumsatz der LVMH-Gruppe (alle Geschäftseinheiten: 23,66 Milliarden Euro im Geschäftsjahr 2011) generiert und dabei 60 bis 70 Prozent vom Konzerngewinn (2011: 5,26 Milliarden Euro) erwirtschaftet.
Mitte 2012 lag der geschätzte Unternehmenswert der LVMH-Gruppe samt deren Hauptmarke Louis Vuitton bei 66,38 Milliarden Euro. Bereits 2009 wurde das Unternehmen in einem weltweiten Rangvergleich als „wertvollste Marke“ der internationalen Luxusartikelhersteller bewertet und lag dabei unter den besten 20 aller wichtigsten Marken der Welt.

## Geschichte

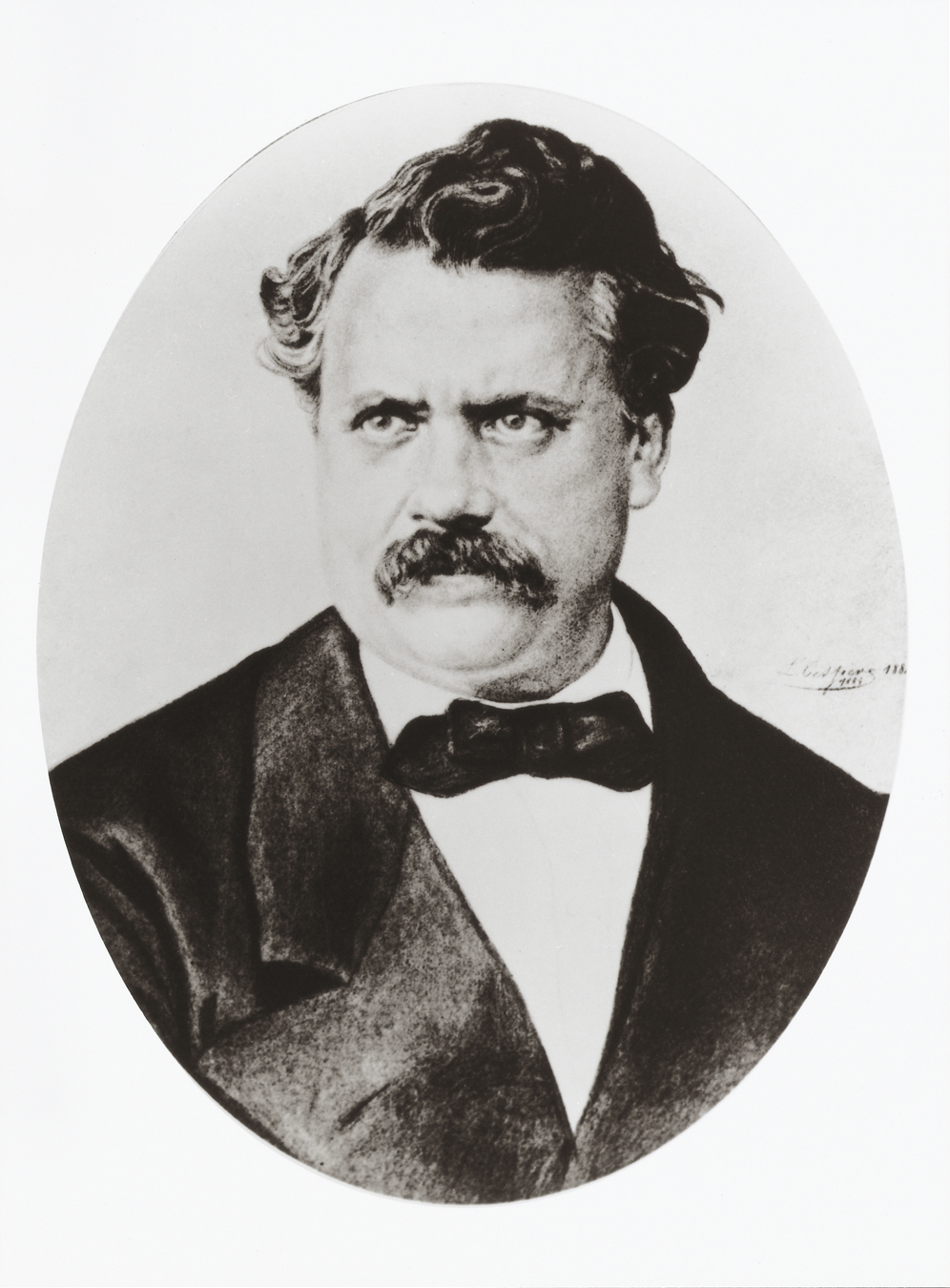
Firmengründer Louis Vuitton, ca. 1870er-Jahre

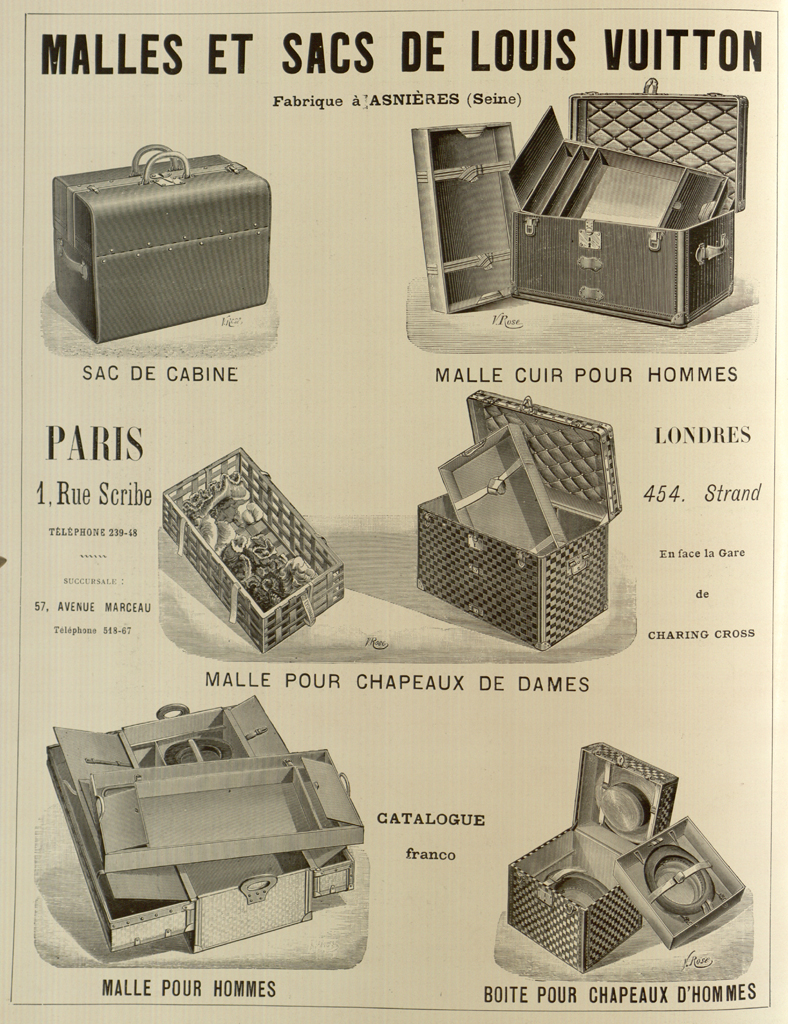
Werbeanzeige für Koffer, 1898

### 1854–1892: Louis Vuitton
Nachdem Louis Vuitton bei einem Pariser Koffer- und Gepäckhersteller in die Lehre gegangen war und dort insgesamt 17 Jahre gearbeitet hatte, eröffnete er 1854 mit 33 Jahren in Paris sein eigenes Geschäft, Louis Vuitton Malletier, in der Rue Neuve des Capucines 4, der heutigen Rue des Capucines, unweit des Place Vendôme. Dort verkaufte er unter anderem hochpreisige, flache Koffer, die für damalige Verhältnisse sehr leicht und luftdicht waren und sich gut für Reisen in damals modernen Fortbewegungsmitteln wie der Eisenbahn oder dem Schiff eigneten. Das französische Wort malletier, das Vuitton in den Firmennamen aufnahm, bedeutet Kofferhersteller.
Louis Vuitton baute 1859 eine Fabrik im Pariser Vorort Asnières und ließ dort von 20 Mitarbeitern moderne Koffer aus beschichtetem, wasserabstoßendem und strapazierfähigem Material fertigen. Die Rahmengerüste der Reisekoffer bestanden aus einer Holz- und Metallkonstruktion. Vuitton verwendete als Oberflächenmaterial für sein Gepäck mit Roggenmehl imprägnierten Leinenstoff. Dieses Material, zu Anfang unter der Bezeichnung Trianon noch in grauem Farbton, erwies sich als staub- und wasserfest. Zu der Trianon-Bespannung gesellte sich später ein Leinenoberstoff im längs gestreiften Rayée-Muster. Um die Jahrhundertwende arbeiteten in Asnières etwa 100 Angestellte für Louis Vuitton; um 1914 war die Belegschaft auf 225 gewachsen. Die Fertigungsstätte in Asnières besteht mit ca. 150 Mitarbeitern bis heute und wird für die Produktion der hochwertigsten Artikel aus dem Louis-Vuitton-Sortiment genutzt. Weltweit gab es zum Stand 2009 insgesamt 17 Louis-Vuitton-Produktionsstätten.
1867 nahm Louis Vuitton an der Exposition Universelle de Paris, der Weltausstellung in Paris, teil. Im Jahre 1885 eröffnete Vuitton seinen ersten Laden außerhalb Frankreichs. Die stets zunehmende Beliebtheit des Kofferherstellers führte ihn in die Oxford Street nach London. 1886 entwickelte Vuitton mit seinem Sohn Georges Vuitton (1857–1936) ein patentiertes, für die damalige Zeit innovatives Kofferschloss, dessen Konstruktion bis heute verwendet wird. 1888 führte Vuitton das schachbrettartige Damier-Muster auf seinem wasserfesten Leinenstoff ein, das sich auch heute noch in den Kollektionen wiederfindet. Er starb 1892.

### 1893–1936: Georges Vuitton

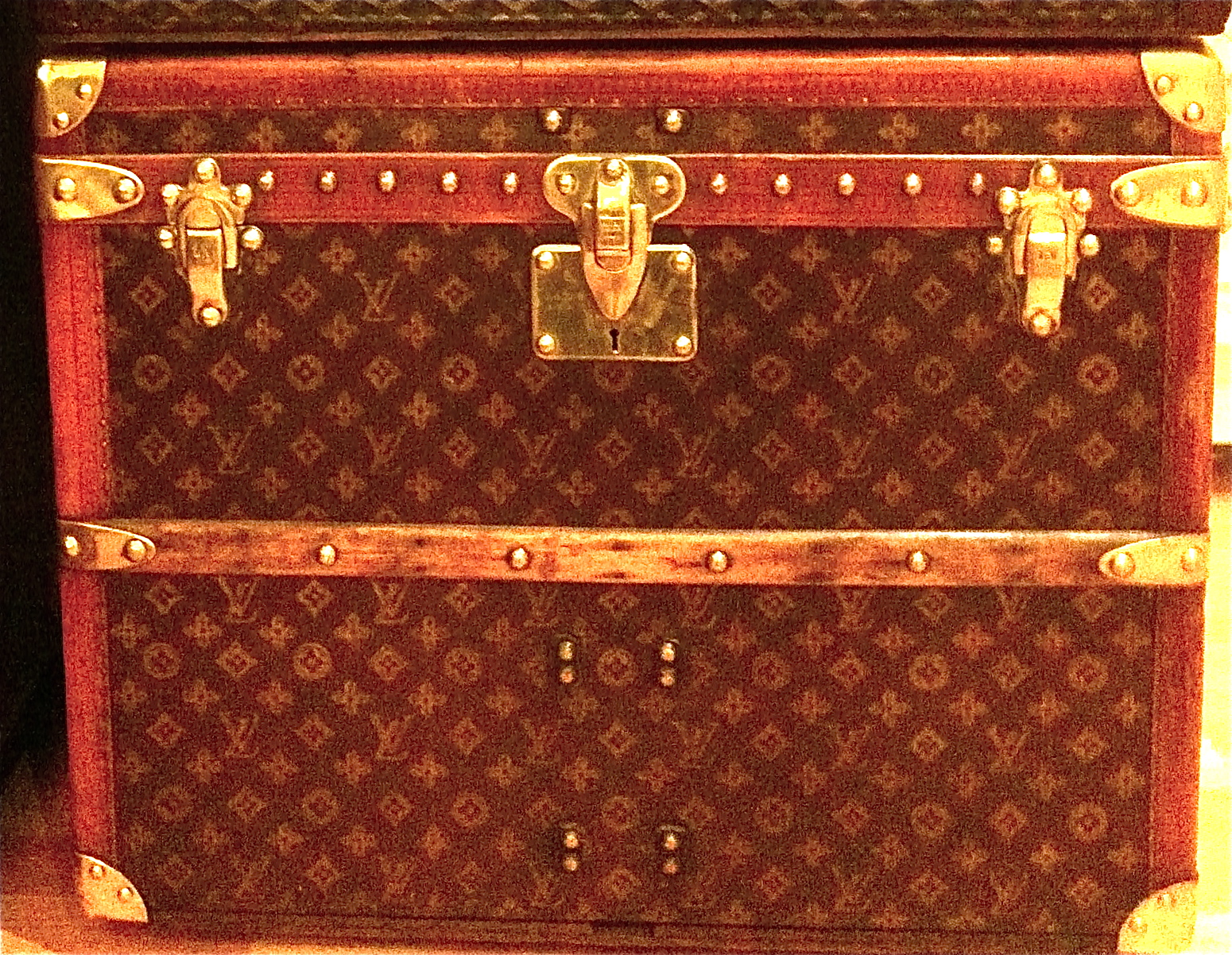
Überseekoffer im klassischen Monogram-Canvas-Muster

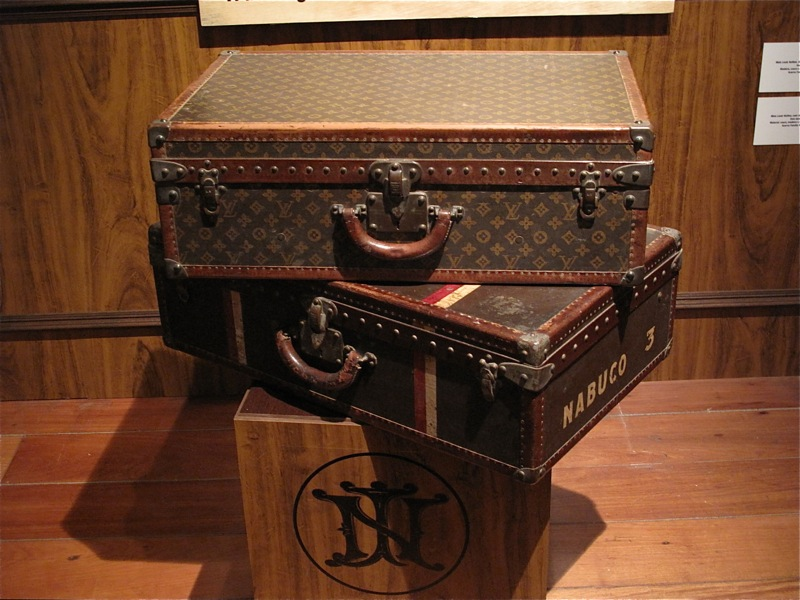
Historische Louis-Vuitton-Koffer

Nach dem Tod von Louis Vuitton übernahm sein Sohn Georges das Unternehmen. Er präsentierte die Produkte auf der Chicago World’s Fair, der Weltausstellung in Chicago, im Jahr 1893. Die Produktpalette war inzwischen unter anderem um großformatige und aufklappbare Schrankkoffer, multifunktionale und umrüstbare Koffer für Expeditionen, Kabinenkoffer für Schiffsreisende, kofferartige Hutschachteln und Koffer mit herausnehmbaren Innenaufteilungen angewachsen. Für besondere Kunden wie beispielsweise den Forscher Pierre Savorgnan de Brazza wurde ein in ein Bett umfunktionierbarer Koffer entwickelt.
1896 kreierte Georges Vuitton das weltberühmte LV-Signet, aufgedruckt auf dem bewährten Leinenstoff. Das Muster war entwickelt worden, um sich gegen die zunehmende Nachahmung der Koffergestaltung von Louis Vuitton durch Wettbewerber zu schützen. Die Verwendung von stilisierten Blüten in diesem sogenannten Toile-Monogram- bzw. Monogram-Canvas-Muster basierte auf dem damaligen Trend, japanische und orientalische Gestaltungen zu verwenden, angelehnt an den Jugendstil. Im selben Jahr begann Vuitton eine Rundreise durch die Vereinigten Staaten und besuchte große Städte wie New York, Chicago und Philadelphia, um dort seine Waren zu verkaufen.
1901 erfand er den Steamer Bag, eine quaderförmige Reisetasche in Hochkantformat mit Falzverschluss und Henkeln, die problemlos in eine größere gestellt werden konnte. Die Tasche wurde ein Verkaufsschlager. 1914 öffnete Georges Vuitton das größte Geschäft für Reisewaren an der Avenue des Champs-Élysées in Paris. Als der Erste Weltkrieg begann, wurden Geschäfte in New York, Bombay, Washington, London, Alexandria und Buenos Aires eröffnet. In den Folgejahren kamen weitere große Reisetaschen aus Leder oder Leinenstoff zum Portfolio hinzu, darunter 1930 die Keepall-Reisetasche (ursprünglich genannt Tientout). 1932 kam mit dem Modell Noé eine weitere Tasche von Louis Vuitton auf den Markt, die zum Kassenschlager wurde. Die Tasche in Form eines handlichen Sacks mit Tunnelzugverschluss und Schultertrageriemen wurde ursprünglich konzipiert, um genau fünf Flaschen Champagner zu transportieren. Es war die erste wirkliche Damenhandtasche aus dem Hause Louis Vuitton. Kurze Zeit später kam die weltbekannte Speedy-Handtasche auf den Markt, die in ihrer Form in etwa einem heutzutage gebräuchlichen Kosmetikkoffer mit zwei Henkeln ähnelt und bis heute angeboten wird. Eine Spezialanfertigung dieser Zeit war beispielsweise ein in einen Sekretär umfunktionierbarer Reisekoffer für den Dirigenten Leopold Stokowski.
Im Jahre 1936 starb Georges Vuitton. Sein Sohn Gaston-Louis Vuitton (1883–1970) übernahm das Unternehmen.

### 1936–1986: Gaston-Louis Vuitton
Um das Sortiment zu erweitern, arbeitete die Firma 1959 am Monogram-Canvas-Muster, um es für Geldbeutel, Brieftaschen und Handtaschen zu nutzen. Der ursprüngliche Leinenstoff wurde durch ein widerstandsfähiges, in Polyvinylchlorid getränktes Baumwollgewebe (Toile/Canvas) ersetzt. Im Jahre 1966 feierte das Unternehmen Louis Vuitton die Einführung einer zylinderförmigen Handtasche im Querformat mit langen Henkeln, genannt Papillon, die bis heute sehr gefragt ist.
Ab der späten Mitte des 20. Jahrhunderts ging die Nachfrage in Europa nach großen Überseekoffern zurück. Für Autofahrten und Flugreisen wurden nun noch leichtere, möglichst unverwüstliche Koffer, am besten aus Kunststoff, gewünscht. Demzufolge ging die Nachfrage nach hochpreisigen Louis-Vuitton-Koffern zurück. Das Unternehmen Louis Vuitton beschäftigte Mitte der 1970er-Jahre 60 Angestellte und betrieb lediglich zwei Boutiquen, in Paris und Nizza.
Nach dem Tod von Gaston-Louis Vuitton im Jahr 1970 trat 1971 sein Enkel, Patrick-Louis Vuitton (* 1951), ins Unternehmen ein, in dem er bis heute die Abteilung Spezialanfertigungen für besondere Kundenwünsche leitet, von denen jährlich etwa 350 erfüllt werden. 1977 übernahm auf Bitten der Familie Henry Racamier (1912–2003), Ehemann von Odile Vuitton, Tochter von Gaston-Louis Vuitton, mit 65 Jahren die Firmenleitung und vergrößerte das Unternehmen durch zahlreiche Initiativen in den folgenden zehn Jahren in beträchtlichem Maße. Racamier wird der Übergang der Marke Louis Vuitton vom Luxusnischenmarkt zum Luxusmassenmarkt zugeschrieben. 1978 erschloss Louis Vuitton unter Racamiers Führung den Markt in Asien und öffnete Geschäfte in Tokio und Osaka, Japan; ein paar Jahre später, 1985, auch in Seoul, Korea. Bis 1977 war die Produktion ausschließlich in Asnières erfolgt, danach wurden unter Racamier weitere Fertigungsstätten eröffnet, um dem steigenden Bedarf gerecht zu werden. Im Jahr 1983 engagierte sich die Louis Vuitton S.A. erstmals werbewirksam in der Sportfinanzierung und unterstützte die Segelregatta America’s Cup, indem eine Vorrundenauswahl, der sogenannte Louis Vuitton Cup, eingeführt wurde. 1984 ging Louis Vuitton in Paris an die Börse, um Kapital zu generieren. 1986 wurde mit den finanziellen Mitteln aus dem Börsengang der Champagnerhersteller Veuve Clicquot aufgekauft, der Parfümhersteller Givenchy sowie ein Anteil an der Kosmetikfirma Guerlain. Der Konzernumsatz lag damals bei 3,7 Milliarden Francs mit einem Gewinn von rund 400 Millionen Francs.
1987 erfolgte zum Schutz vor einer feindlichen Übernahme der Zusammenschluss der Louis Vuitton S.A. mit dem französischen Spirituosenhersteller Moët Hennessy, der seinerseits 1971 aus einem Zusammenschluss zwischen dem Champagnerhersteller Moët & Chandon und dem Weinbrandhersteller Hennessy entstanden war. Es entstand der Konzern LVMH Moët Hennessy – Louis Vuitton S.A., in dem im Laufe der Jahre zahlreiche bekannte Markennamen gebündelt wurden, darunter die Marke Louis Vuitton. Gegen die gefürchtete feindliche Übernahme, die letztendlich der französische Unternehmer Bernard Arnault erfolgreich durchführte, welcher 1989 Vorstandsvorsitzender von LVMH wurde, konnte sich allerdings auch das fusionierte Unternehmen nicht wehren. Racamier selbst hatte Arnault 1988 als Investor ins Unternehmen gebracht, welcher sich im Kampf um die Macht in der Firma letztendlich gegen Racamier stellte und diesen nach massiven Aktienaufkäufen 1990 aus dem Unternehmen drängte. Ende der 1980er-Jahre existierten weltweit etwa 130 Louis-Vuitton-Boutiquen. Der Umsatz in Asien machte damals 40 Prozent des Gesamtumsatzes aus.

### 1987–heute: LVMH

Produktlogo

1990 wurde der Franzose Yves Carcelle (1948–2014), der seit 1989 für LVMH arbeitete, CEO des Unternehmens Louis Vuitton. Zwei Jahre später wurde das erste Geschäft in China eröffnet, im Peninsula Palace Hotel in Peking. In dieser Zeit wurden die zwei Lederarten Epi und Taiga entwickelt – von beiden Sorten gibt es heute ein breit gefächertes Angebot an Produkten.
Mitte der 1990er-Jahre wurde das ehemalige Wohnhaus der Vuitton-Familie in Asnières in ein Firmenmuseum verwandelt. Zu dieser Zeit existierten weltweit etwa 200 Louis-Vuitton-Geschäfte.
1997 wurde der US-amerikanische Modedesigner Marc Jacobs verpflichtet, im März des Folgejahres erstmals eine Bekleidungslinie von Louis Vuitton für Damen und Herren auf den Markt zu bringen. Die Kollektionen werden seither jeweils zweimal jährlich bei den Pariser Modenschauen vorgestellt. Jacobs war bis Ende 2013 Kreativdirektor bei Louis Vuitton und bestimmte damit nicht nur die Entwürfe der Modekollektionen des Hauses, sondern nahm auch entscheidenden Einfluss auf die Gestaltung des übrigen Produktsortiments von Louis Vuitton.
Im Jahr 2000 wurde das erste Geschäft auf dem afrikanischen Kontinent in Marrakesch (Marokko) eröffnet. 2001 entwarf der US-amerikanische Künstler und Modedesigner Stephen Sprouse (1953–2004) gemeinsam mit Marc Jacobs eine limitierte Auflage von Handtaschen, wie etwa die Speedy oder die Keepall, mit Louis-Vuitton-Schriftzug im Graffiti-Stil. Diese limitierte Auflage war für die Prominenz auf der firmeninternen Kundenliste reserviert. Außerdem kreierte Marc Jacobs 2001 mit dem hochpreisigen Charme-Armband das erste Schmuckstück von Louis Vuitton, das seither in vielen Variationen erschienen ist. 2003 entwarf der japanische Künstler Takashi Murakami gemeinsam mit Marc Jacobs eine Multicolore-Linie mit einem bunten Monogram-Muster auf weißen und schwarzen Taschen sowie verschiedenen Accessoires. Auch kreierte Murakami 2002 das Cherry-Blossom-Muster mit Darstellungen von Kirschblüten und 2005 das Cherry-Muster mit Kirsch-Abbildungen auf Taschen und Accessoires in einer limitierten Auflage.
Ende 2005 wurde der Niederländer Paul Helbers, ein ehemaliger Designer bei Martin Margiela, zum Studiodirektor für die Herrenmodekollektion bei Louis Vuitton ernannt. Ab 2008 erschien er auch zusammen mit dem Kreativdirektor Marc Jacobs am Ende der Herrenmodenschauen zur traditionellen Verbeugung auf dem Laufsteg. Zu Helbers’ Nachfolger wurde im März 2011 der britische Modeschöpfer und vormalige Dunhill-Designer Kim Jones bestimmt, der sich am Ende der Modenschauen alleine zeigte.
2008 entwarf die japanische Designerin Rei Kawakubo eine exklusive Canvas-Taschenkollektion für Louis Vuitton. 2009 gab es eine Wiederbelebung der Kollektion von 2001 von Stephen Sprouse, die Taschen mit Monogramm bekamen mehr Farbe durch knallige Graffitiaufdrucke in Pink, Grün und Orange. Weiterhin gab es eine Kollektion mit Rosenaufdruck. 2009 wurden alle externen Reparaturwerkstätten in Europa aufgelöst und die Louis-Vuitton-Reparaturwerkstatt in Cergy (Frankreich) erweitert. Seit Anfang des Jahres 2010 werden ausgewählte Produkte von Louis Vuitton auch als kundenindividuelle Massenproduktion angeboten. Damit hat der Kunde die Möglichkeit, individuelle Taschen und Koffer mit eigenen Initialen und Farben zu bestellen. 2011 kam die Neverfull-Handtasche in Form einer Strandtasche zum Louis-Vuitton-Sortiment hinzu. 2012 kam es über Marc Jacobs zu einer Zusammenarbeit mit der japanischen Künstlerin Yayoi Kusama, die für Louis Vuitton eine Damenkollektion mit dem für sie typischen Pünktchenmuster auf Lederwaren, Koffern, Prêt-à-porter-Mode, Schals, Sonnenbrillen und Schmuck entwarf.
Ende 2012 wurde Yves Carcelle nach 22 Jahren an der Spitze von Louis Vuitton durch den Spanier Jordi Constans, ein ehemaliger Danone-Manager, als CEO ersetzt. Constans musste seinen Posten nach knapp drei Wochen in der Funktion aus gesundheitlichen Gründen aufgeben. Seither leitet der LVMH-Manager Michael Burke – zuvor nacheinander CEO von Louis Vuitton USA, Fendi und Bulgari – das Unternehmen Louis Vuitton. Im November 2013 gab Louis Vuitton bekannt, dass Marc Jacobs zum Ende des Jahres aus dem Unternehmen ausscheide und durch den ehemaligen Balenciaga-Designer Nicolas Ghesquière als Kreativdirektor der Damenkollektionen ersetzt werde.
Die britische Tageszeitung The Guardian fand 2017 heraus, dass Louis Vuitton seine Schuhe von der LVMH-Tochterfirma Somarest in Cisnădie, Rumänien, produzieren lässt. Die Materialien werden nach Rumänien geliefert und dort zu geringen Kosten zu Schuhen verarbeitet. Die Schuhe werden anschließend nach Italien versandt und dort besohlt. Deshalb darf die Herkunftsbezeichnung Made in Italy („hergestellt in Italien“) angebracht werden.
Kim Jones wechselte im Januar 2018 zu Dior Homme. Louis Vuitton verkündete Ende März 2018, dass der Amerikaner Virgil Abloh, Gründer seiner eigenen Streetwear-Modemarke Off-White und langzeitiger Geschäftspartner von Kanye West, die Nachfolge von Jones antreten werde. Virgil Abloh war bis zu seinem Tod am 28. November 2021 für die Herrenkollektionen verantwortlich.
Im Februar 2023 wurde Pharrell Williams als Nachfolger von Abloh vorgestellt.

## Kollektionen

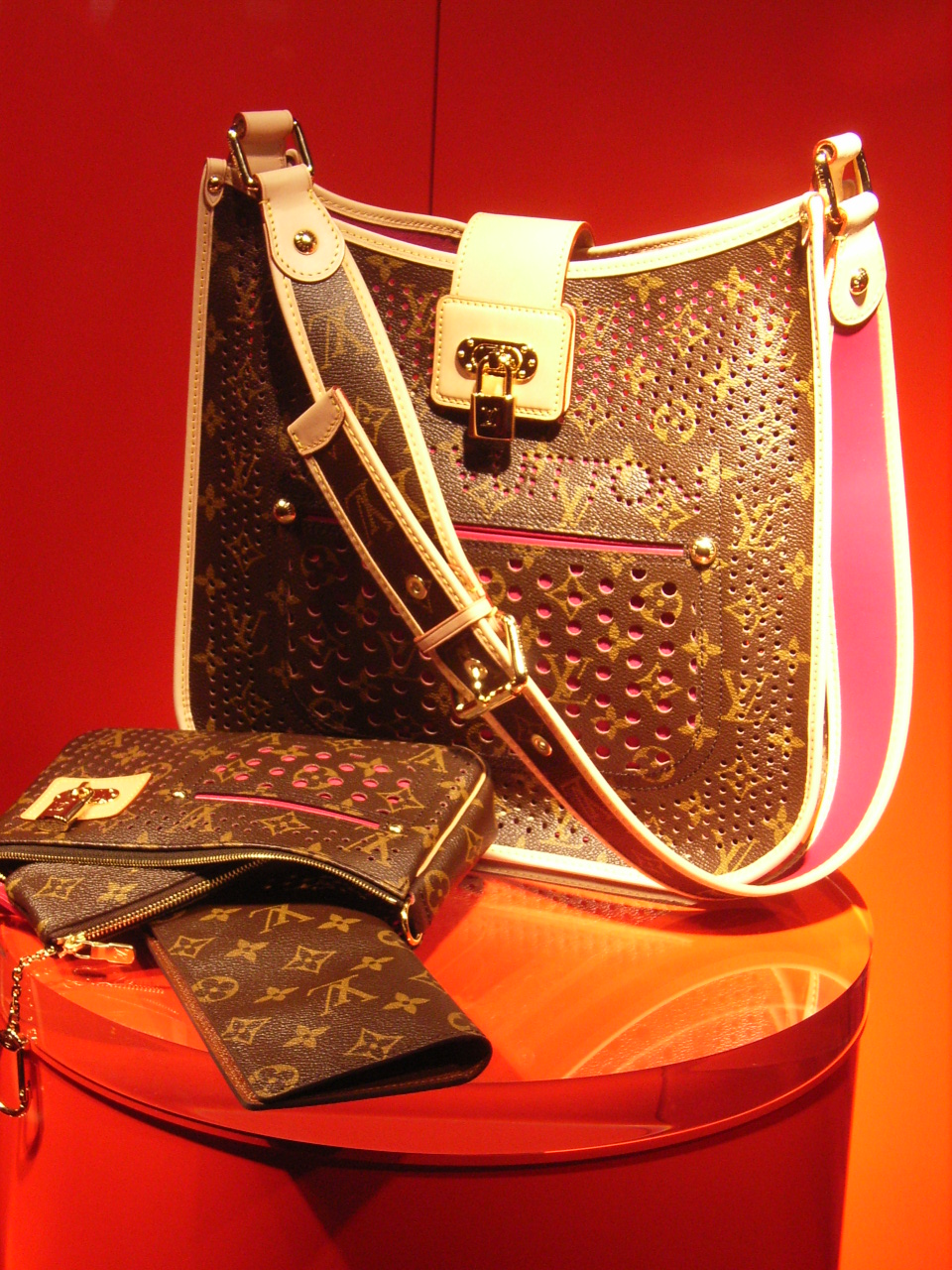
Tasche und Accessoires aus der Serie Monogram Canvas und der limitierten Perfo-Serie

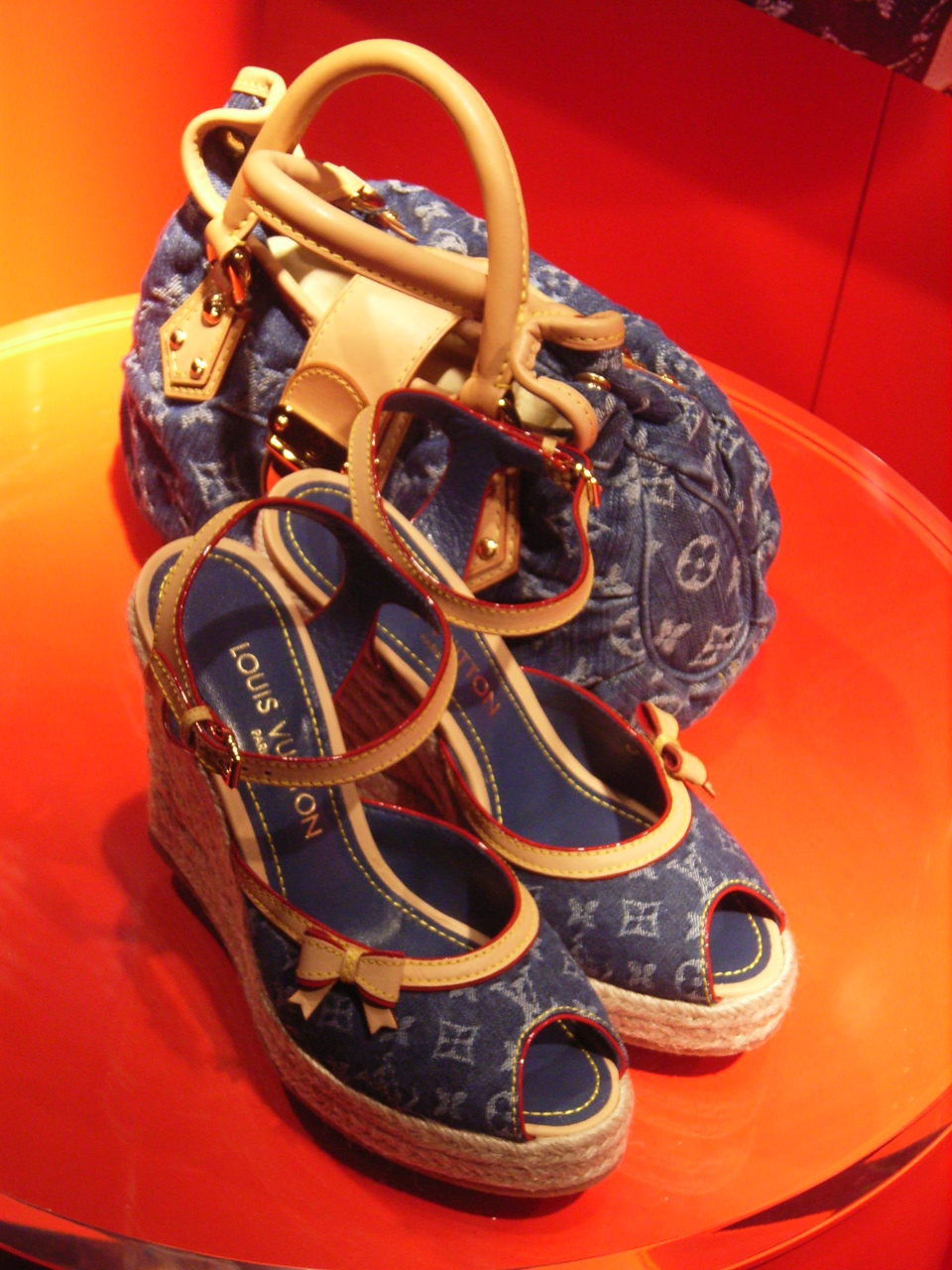
Tasche und Schuhe aus der limitierten Serie Monogram Denim

Unter dem Markennamen Louis Vuitton werden über das internationale Netzwerk der Louis-Vuitton-Boutiquen sowie ausgewählte Einzelhändler, beispielsweise Laden im Laden in gehobenen Warenhäusern (u. a. Kaufhaus des Westens, Oberpollinger), hochpreisige Lederwaren für Damen und Herren, Bekleidung, Schuhe, Accessoires, Schmuck, Uhren und Parfüm angeboten.

### Taschen, Lederwaren und Gepäck
Die Lederwaren sind nach den verwendeten Materialien und Mustern in verschiedene Kollektionen unterteilt. Die verschiedenen Formen der Modelle – bei den Taschen bspw. die Modelle Keepall, Speedy oder Neverfull – existieren dabei in verschiedenen Materialausführungen, Mustern und Farben.
- Toile Monogram / Monogram Canvas
das bekannteste Muster für Damen und Herren: mit übereinandergelegten, messingfarbenen Buchstaben „L“ und „V“ (Monogram) neben stilisierten, vierblättrigen Blüten auf dunkelbraunem Grund. Das verwendete Material ist kein Leder, sondern seit 1959 vinylgetränktes Baumwollgewebe (Toile/Canvas), zuvor war es Leinen gewesen. An Taschen, Koffern dieser Serie befinden sich in der Regel Henkel aus hellem Leder. In der Version Multicolore sind die Buchstaben und Blüten in bunten Farben auf weißem oder schwarzem Grund aufgebracht. Das Baumwollmaterial der Version Idylle ist nicht oberflächenbehandelt und in verschiedenen Farben mit dunklen Lederbeschlägen und -henkeln erhältlich. Für Herren existiert zudem die Variante Macassar mit Umrandungen und Henkeln aus dunklem Rindsleder.
- Toile Damier / Damier Canvas
ein einem Schach- oder Damebrett nachempfundenes Muster mit dunkelbraunen und messingfarbenen Feldern in der Version Ebène bzw. blauen und cremefarbenen Feldern in der Version Azur, auf denen in regelmäßigen Abständen der Schriftzug „Louis Vuitton Paris“ aufgebracht ist; das verwendete Hauptmaterial ist auch hier behandelte Baumwolle. Für Herren existiert die Version Graphite in der Farbkombination grau-schwarz. Die Herrenvariante Damier Géant ziert ein überdimensional großes Schachbrettmuster mit großem Logo-Schriftzug.
- Cuir Monogram / Monogram Leder
Echtleder-Serie für Damen mit eingestanztem Monogramm und stilisierten Blüten. In der Version Empreinte aus genarbtem Leder in verschiedenen Farben, in der Version Vernis aus Lackleder in verschiedenen Farben, zum Teil mit Henkeln und Beschlägen in der jeweils gleichen Farbe. In der Version Python aus Schlangenleder, in der Version Exotique aus Schlangen- und/oder Straußenleder.
- Cuir Epi / Epi Leder
Echtleder-Serie für Damen und Herren aus strukturiertem Leder mit einzelnem LV-Logo in vielen Farben.
- Mahina
Echtleder-Serie für Damen mit durch Lochstanzung bzw. Perforation erzeugtem Monogram-Muster in verschiedenen Farben.
- Antheia
Echtleder-Serie für Damen aus Lammleder mit gleichfarbig aufgesticktem Monogram-Muster in verschiedenen Grundfarben. Auch in Veloursleder erhältlich.
- Sofia Coppola Collection
Echtleder-Serie für Damen in Zusammenarbeit mit Sofia Coppola in schlicht-eleganter Aufmachung aus Nappa- oder Wildleder mit messingfarbenen Beschlägen.
- Taïga
Echtleder-Serie für Herren aus genarbtem Leder mit einzelnem LV-Logo.
- Nomade
Echtleder-Serie für Herren aus Glattleder mit einzelnem LV-Logo.
- Utah
Echtleder-Serie für Herren aus genarbtem Leder mit einzelnem LV-Logo in Dunkelbraun und Schwarz.
- Naxos
Echtleder-Serie für Herren aus Nappaleder in Schwarz mit Logo auf dem angehängten Namensschild.

Darüber hinaus erscheinen von Zeit zu Zeit Sonderserien, bspw. aus besonderen Materialien, oder limitierte Auflagen, zum Teil in Zusammenarbeit mit anderen Designern oder Künstlern.

### Bekleidung, Schuhe und Accessoires
Sowohl für Damen als auch für Herren existiert seit 1997 je eine Prêt-à-porter-Modelinie, die beide bei den Pariser Modenschauen je zweimal jährlich einem internationalen Publikum vorgeführt werden. Der amerikanische Modedesigner Marc Jacobs, der die Bekleidungskollektionen im Auftrag der damaligen Geschäftsführung von Louis Vuitton ins Leben gerufen hatte, fungierte von 1997 bis 2013 als künstlerischer Leiter des Hauses (directeur artistique), entwickelte in dieser Zeit die Damenkollektionen und war in den ersten Jahren auch für das Design der Herrenkollektionen verantwortlich. Für die Herrenmode wurde 2005 der Niederländer Paul Helbers als Studiodirektor (directeur du studio homme) engagiert. Sein Nachfolger war von 2011 bis 2018 der Brite Kim Jones. Bis 2021 entwarf der Amerikaner Virgil Abloh die Herrenmode. Der Nachfolger von Jacobs und neuer Verantwortlicher für die Damenkollektionen ist seit 2014 Nicolas Ghesquière. Zu den angebotenen Accessoires zählen neben den Kleinlederwaren unter anderem Foulards, Schals, Handschuhe, Gürtel, Sonnenbrillen, Kopfbedeckungen, Krawatten, Manschettenknöpfe, Modeschmuck, Schlüsselanhänger etc. Im Rahmen des Louis Vuitton Cups hat es in der Vergangenheit eigene sportive Modekollektionen im kleinen Umfang gegeben.

### Uhren und Schmuck
Seit 2002 werden von Louis Vuitton Armbanduhren für Damen und Herren angeboten.
2001 hatte Marc Jacobs mit dem Charme-Armband die hochpreisige Schmucksparte von Louis Vuitton ins Leben gerufen. Die Charme-Armbänder und die dazugehörigen Anhänger, die je nach Ausführung bis zu 50.000 Euro kosten können, sind weiterhin im Sortiment. Im Jahr 2009 stieg Louis Vuitton in das Haute Joaillerie-Geschäft mit kostbarem Schmuck aus Perlen, Edelmetallen und -steinen ein. Chefdesigner der Schmucksparte ist der Deutschfranzose Lorenz Bäumer, der seit 1995 sein eigenes, nach ihm benanntes Unternehmen mit hochpreisigem Schmuck in Paris führt. Mitte 2012 wurde am eleganten Place Vendôme in Paris, an dem viele namhafte Juweliere und Uhrmacher wie Cartier, Bulgari, Van Cleef & Arpels, Mikimoto, die Schmucksparten von Chanel und Dior sowie Patek Philippe, Piaget, Breguet SA oder Rolex ansässig sind, der erste Vorzeigeladen von Louis Vuitton für edlen Schmuck und Uhren eröffnet. Für März 2013 wurde eine zweite Schmuckboutique innerhalb des bestehenden Louis-Vuitton-Geschäfts in Wien angekündigt.

### Parfüm
2011 kündigte das Unternehmen den Wiedereinstieg ins Parfümgeschäft an, nachdem ab den 1920er-Jahren bis 1946 Duftwässer von Louis Vuitton existierten. Die Wiedereinführung des Parfüms war für Ende 2013 geplant und wurde im September 2016 vollzogen. Der Parfümeur Jacques Cavallier-Belletrud aus Grasse entwickelte im Auftrag von Louis Vuitton mehrere Damendüfte, von denen zuletzt sieben für eine hochpreisige Parfümserie ausgewählt wurden, die in von Marc Newson entworfenen Flakons ausschließlich in den Louis-Vuitton-Boutiquen erhältlich sind.
Mitte 2018 wurde eine ebenso von Cavallier-Belletrud konzipierte fünfteilige Louis-Vuitton-Duftserie für Herren auf den Markt gebracht, die in Flakons von Marc Newson abgefüllt wird.

## Preise und Auszeichnungen
2021 erhielt Louis Vuitton beim Grand Prix d’Horlogerie de Genève, den Oscars der Uhrmacherkunst, für die „Tambour Street Diver“ den „Diver’s Watch Prize“ und für die „Tambour Carpe Diem“ den „Audacity Prize“.

## Vermarktung
Das Unternehmen ist sehr auf seinen guten Ruf bedacht und selektiert strengstens bei der Auswahl neuer Werbegesichter. Unter anderem wurden Gisele Bündchen, Jennifer Lopez und Naomi Campbell für die Werbekampagnen des französischen Unternehmens abgelichtet. Eine Werbekampagne ab dem Jahr 2007 mit dem Namen core values („Grundwerte“) beschäftigte sich mit dem Thema „Reisen“, wofür Louis Vuitton seit Jahrzehnten ein Begriff ist. Werbeträger waren unter anderem ab 2007 Steffi Graf mit Andre Agassi, Catherine Deneuve, Michail Gorbatschow, ab 2008 Keith Richards und Madonna, ab 2009 Sean Connery, ab 2010 Annie Leibovitz mit Mikhail Baryshnikov, Bono mit Ehefrau Ali Hewson, Zinédine Zidane mit Pelé und Diego Maradona und ab 2011 Angelina Jolie. Daneben macht das Unternehmen aufwendige Druckwerbung mit Prominenten sowie bekannten Models und renommierten Fotografen wie Steven Meisel und Annie Leibovitz. Eine groß angelegte Werbekampagne zeigte beispielsweise ab 2005 die Schauspielerin Uma Thurman, deren Gesicht unter anderem weltweit in überdimensionaler Größe von ausgewählten Häuserfassaden über Louis-Vuitton-Boutiquen prangte.

## Urheberrecht
Das Unternehmen wehrte sich schon Ende des 19. Jahrhunderts gegen Wettbewerber, die die Gestaltung der Louis-Vuitton-Koffer kopierten, weswegen Georges Vuitton 1896 das Monogram-Muster als Aufdruck lancierte. Allerdings hatte diese Maßnahme den ungewünschten Effekt, dass das Muster, an dem die Produkte als Statussymbole erkannt werden konnten, in Folge umso intensiver gefälscht wurde. Seit Mitte des 20. Jahrhunderts wehrt sich die Louis Vuitton S.A. vermehrt gegen Produktfälschungen und Plagiate aus dem asiatischen Raum und Russland. Unter den weltweit gefälschten Markennamen nimmt Louis Vuitton den Spitzenplatz ein. Dafür beschäftigt das Unternehmen eine eigene Abteilung, welche weltweit Produktionsstätten von Fälscherware aufspüren und mit rechtlichen Mitteln bekämpfen soll. Im Jahr 2008 strengte das Unternehmen beispielsweise weltweit 13.000 Verfahren gegen Produktfälscher an und veranlasste über 6.000 Durchsuchungen von Geschäftsräumen. Das Unternehmen geht dabei gegen jegliche nachgewiesenen oder vermuteten Verkaufsorte von Produktfälschungen wie eBay vor, gegen andere Betreiber von Onlineshops, gegen Schwarzmarktverkäufer oder gegen Endverbraucher, die gefälschte Ware erwerben. 2009 forderten Anwälte des Unternehmens Louis Vuitton von einem Altkleiderladen des Deutschen Roten Kreuz in Marburg eine Strafzahlung von 2.600 Euro wegen des Verkaufs einer gefälschten Louis-Vuitton-Tasche, die dem Geschäft gespendet worden war.
Louis Vuitton geht ferner gegen branchenfremde Unternehmen vor, wenn diese Ähnlichkeiten mit den Produkten oder dem Namen des Unternehmens haben. So wurde ein südkoreanischer Imbissbetreiber auf 11.000 Euro Schadensersatz verklagt. Dieser hatte seinen Hähnchengrill in Seoul Louisvui Ton Dak genannt, eine Anspielung auf tongdak, den koreanischen Begriff für „ganzes Hähnchen“.
In Österreich ging Louis Vuitton 2018 anwaltlich gegen mehrere Konditoren und private Tortenhersteller vor, die ohne Erlaubnis des französischen Unternehmens Kuchen mit LV-Markenzeichen, so genannte Taschentorten, produziert und Fotos davon im Internet veröffentlicht hatten.

### Louis Vuitton und Britney Spears
Am 19. November 2007 kam es zum Rechtsfall zwischen Sony BMG und Louis Vuitton. Grund war das Musikvideo von Britney Spears zu ihrem Lied Do Somethin’, in dem sie mit den Fingern auf einer Autoablage tippt, die mit einem gefälschten Cherry-Blossom-Muster bezogen ist. Louis Vuitton setzte die Absetzung des Videos auf MTV und jegliche weitere Vermarktung des Videos durch Sony BMG durch. Sony BMG, seine Tochterfirma Zomba und der Sender MTV wurden verpflichtet, Louis Vuitton 80.000 Euro Entschädigung zu zahlen. Außerdem dürfen sie das Video nicht verbreiten und auch nicht damit handeln, vor allem nicht über das Internet.

### Louis Vuitton und Nadia Plesner
Die dänische Künstlerin Nadia Plesner bildete auf dem politischen Gemälde Darfurnica eine Tragtasche des nach EG-Geschmacksmusterverordnung geschützten Multicolore-Canvas-Design ab. Das Gemälde ist eine Adaption von Picassos Guernica, mit der die Künstlerin darauf hinweisen will, dass die mediale Aufmerksamkeit zu sehr auf Luxus und Prominenten und zu wenig auf Hunger und Armut in Krisengebieten wie der sudanesischen Provinz Darfur liegt. Ein Element von Darfurnica ist das schon zuvor unter dem Titel Simply Living erstellte Bild mit einem abgemagerten sudanesischen Jungen mit Chihuahua von Paris Hilton auf dem Arm und einer der Louis-Vuitton-Tasche stark ähnelnden Tasche um das Handgelenk. Dieses Motiv wurde als Poster und T-Shirt verkauft, wobei der Erlös an eine karitative Organisation mit Engagement in Darfur ging, und es wurde als Blickfang verwendet.
Das Unternehmen klagte und berief sich auf sein Eigentumsrecht nach Art. 1 des Zusatzprotokolls zur Europäischen Menschenrechtskonvention (EMRK). Das Bezirksgericht Den Haag entschied am 4. Mai 2011 anderweitig, hob damit die einstweilige Verfügung auf und gab der Kunst- und Meinungsfreiheit nach Art. 10 der EMRK den Vorrang. Solange nicht der Ruf bewusst zu kommerziellen Zwecken ausgenutzt und das Unternehmen in einen falschen Kontext gesetzt werde, sei eine solche Darstellung zulässig und vor allem weltweit bekannte Unternehmen müssten mit einer kritischen Verwendung ihrer Produkte rechnen.

## Kritik
Louis Vuitton wird regelmäßig von Tier- und Umweltschutzorganisationen für den Verkauf von Pelzen und Lederprodukten aufgrund der Zustände in der Pelztierzucht und bei der Gewinnung von Leder kritisiert. Nach dem Verzicht auf Pelz und Leder aus exotischen Häuten im Jahr 2018 von Chanel rief PETA Louis Vuitton auf, diesem Schritt zu folgen. 2021 forderte eine interreligiöse Stellungnahme unter der Überschrift „Grausam, überholt und unnötig“ ebenfalls die Firma auf, keine Pelzprodukte herzustellen. Pharrell Williams setzt nach der Übernahme der künstlerischen Leitung 2023 verstärkt auf Pelz, dies führte erneut zu Kritik von Tierrechtsorganisationen. Bei der Mailänder Modewoche 2024 wurden entsprechende Kleidungsstücke vorgeführt, was Tierrechtsaktivisten zu Aktionen bei der Veranstaltung veranlasste.

## Trivia
Laut Angaben der Webpräsenz von Louis Vuitton werden zahlreiche Produkte in Frankreich, Italien, Spanien oder den Vereinigten Staaten hergestellt (Herkunftsbezeichnung „made in …“).